# Mallosia costata
Mallosia costata es una especie de escarabajo longicornio del género Mallosia, tribu Phytoeciini, subfamilia Lamiinae. Fue descrita científicamente por Pic en 1898.

## Descripción
Mide 31-34 milímetros de longitud.

## Distribución
Se distribuye por Armenia, Irán, Irak y Turquía.